# Rekordy krajów południowoamerykańskich w rzucie oszczepem mężczyzn

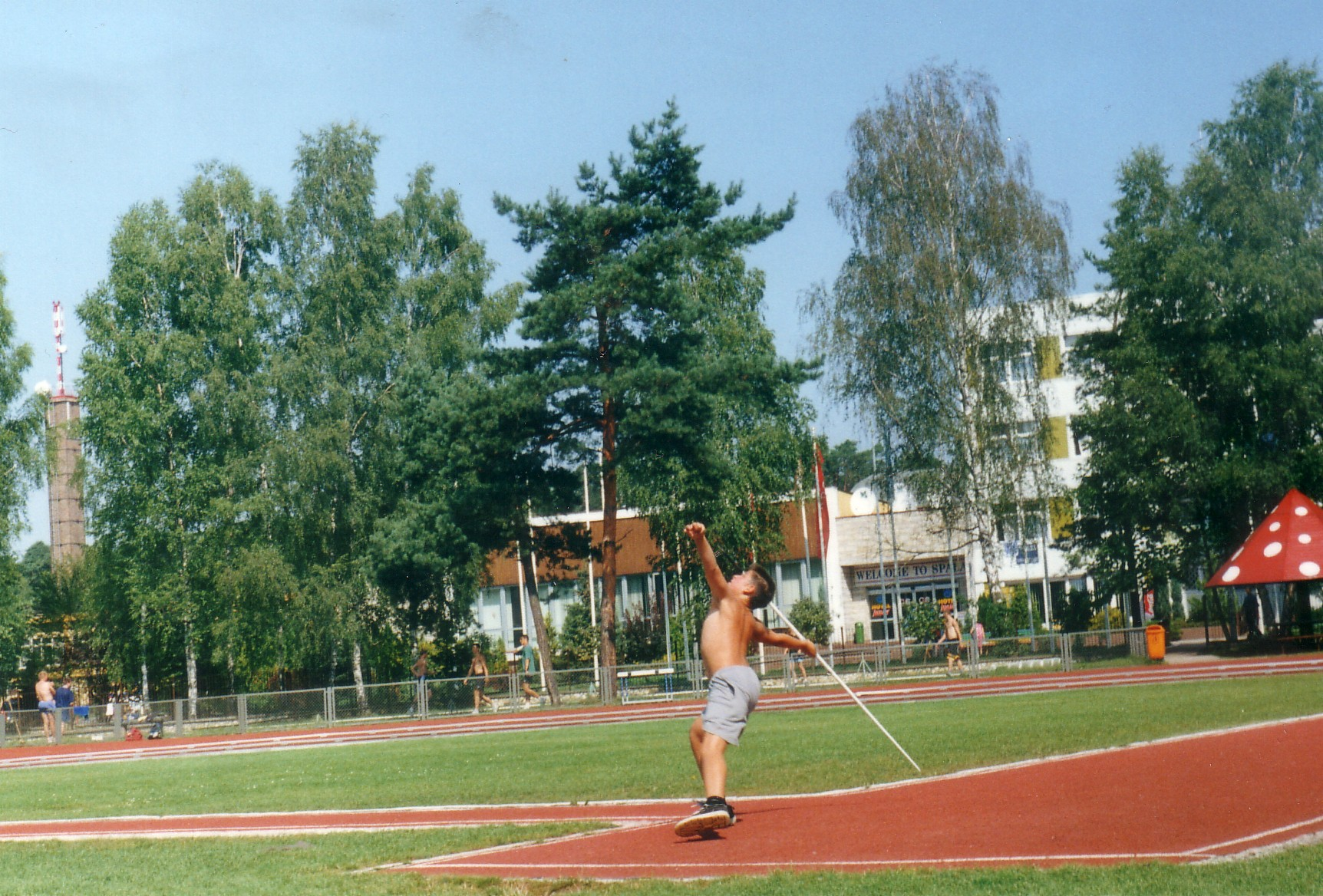
Rzut oszczepem

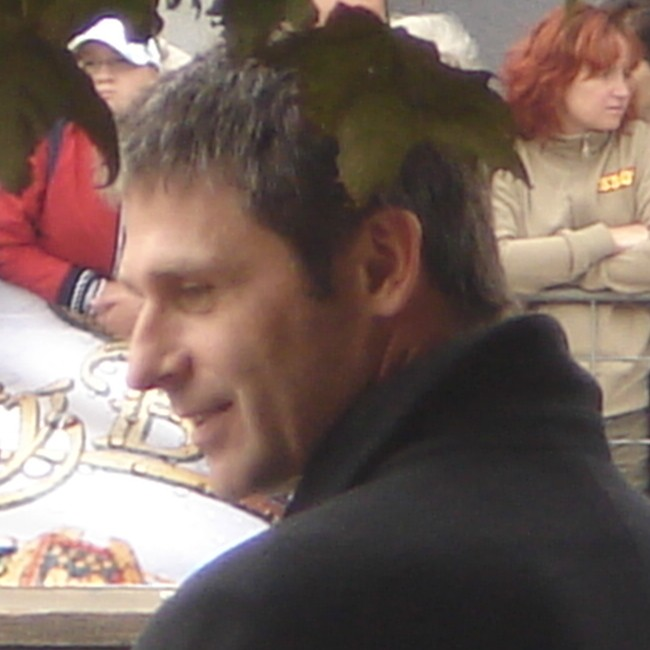
Rekordzista świata – Czech Jan Železný

Rekordy krajów południowoamerykańskich w rzucie oszczepem mężczyzn – najlepsze w historii wyniki osiągnięte w rzucie oszczepem przez zawodników z państw, których narodowe federacje lekkoatletyczne skupione są w Południowoamerykańskiej Konfederacji Lekkoatletycznej (CONSUDATLE).
Historia rzutu oszczepem sięga starożytnych igrzysk olimpijskich. Przed II wojną światową w konkurencji tej największe sukcesy odnosili zawodnicy ze Skandynawii, a Matti Järvinen aż dziesięciokrotnie poprawiał rekord świata, doprowadzając go do wyniku 77,23 w roku 1936. Confederación Sudamericana de Atletismo CONSUDATLE zrzesza trzynaście federacji narodowych, z których wszystkie odnotowały rekordy krajów w rzucie oszczepem mężczyzn. Wszystkie krajowe rekordy zostały osiągnięte po 1986 roku kiedy zmieniono środek ciężkości oszczepu – działanie to było efektem m.in. osiągnięcia reprezentanta NRD Uwe Hohna, który w 1984 jako pierwszy i dotychczas jedyny oszczepnik na świecie pokonał barierę 100 metrów, uzyskując wynik 104,80. 
Zawodnicy z Ameryki Południowej nigdy nie osiągali znaczących międzynarodowych sukcesów imprezach o zasięgu globalnym takich jak mistrzostwa świata czy igrzyska olimpijskie. Wiele razy oszczepnicy z kontynentu południowoamerykańskiego stawali na podium igrzysk obu Ameryk. W 2010 Argentyńczyk Braian Toledo dwukrotnie poprawiał najlepszy w historii wynik na świecie wśród juniorów młodszych (84,85 i 89,34), korzystając z oszczepu o wadze 700 gramów. Rekordzistą Ameryki Południowej jest Paragwajczyk Edgar Baumann, który w 1999 roku uzyskał wynik 84,70. W 1996 Bauman został także pierwszym oszczepnikiem z Ameryki Południowej, który rzucił oszczepem ponad 80 metrów (80,56).
Rzut oszczepem należy do konkurencji technicznych – mężczyźni używają sprzętu o wadze 800 gramów.
Rekord świata w rzucie oszczepem wynosi 98,48 i został ustanowiony w 1996 roku przez Czecha Jana Železnego.

## Rekordy
Stan na 4 sierpnia 2025
| Kraj      | Wynik | Zawodnik               | Data uzyskania            | Miejsce uzyskania | Źródła        |
| --------- | ----- | ---------------------- | ------------------------- | ----------------- | ------------- |
| Argentyna | 83,32 | Braian Toledo          | 24 sierpnia 2015(dts)     | Pekin             | [ 11 ]        |
| Boliwia   | 67,93 | Melvin Soto            | 17 czerwca 2021(dts)      | Cochabamba        | [ 12 ]        |
| Brazylia  | 91,00 | Luiz Maurício da Silva | 3 sierpnia 2025(dts)      | São Paulo         | [ 13 ]        |
| Chile     | 78,69 | Ignacio Guerra         | 1 kwietnia 2011(dts)      | Gainesville       | [ 14 ]        |
| Ekwador   | 74,68 | José Escobar           | 15 marca 2015(dts)        | Cuenca            | [ 15 ] [ 16 ] |
| Gujana    | 78,65 | Leslain Baird          | 6 czerwca 2018(dts)       | Cochabamba        | [ 17 ]        |
| Kolumbia  | 82,39 | Dayron Márquez         | 10 lipca 2016(dts)        | Medellín          | [ 18 ]        |
| Panama    | 71,63 | Jonathan Cedeño        | 19 sierpnia 2023(dts)     | Encarnación       | [ 19 ]        |
| Paragwaj  | 84,70 | Édgar Baumann          | 17 października 1999(dts) | San Marcos        | [ 20 ]        |
| Peru      | 69,46 | Jorge Quiñones         | 4 lipca 1999(dts)         | Lima              | [ 21 ]        |
| Surinam   | 56,20 | Juan Dahl              | 20 lipca 2015(dts)        | Remire-Montjoly   | [ 22 ]        |
| Urugwaj   | 77,06 | Rafael Lautaro         | 7 czerwca 2025(dts)       | Montevideo        | [ 23 ]        |
| Wenezuela | 81,55 | Billy Julio            | 23 czerwca 2021(dts)      | Maia              | [ 24 ]        |